# TV-studio
En TV-studio är en lokal för produktion av television, antingen för inspelning eller direktsändning.
En studio är i grund och botten från början ett stort, tomt rum. Oftast är väggar, golv och tak målade i svart. För varje projekt som produceras i en studio bygger man upp en scenografi. Scenografin varierar från produktion till produktion, men innehåller oftast en scen, någon form av soffgrupp för intervjuer, stora LED-skärmar eller en desk där en programpresentatör kan sitta och genomföra programmet. Vanligtvis finns läktare för publik.
I anslutning till lokalen finns loger, sminkrum, kontrollrum samt utrymmen för gäster och personal.
I en TV-studio arbetar fotografer, studiomän, roddare, passare, scentekniker, ljussättare, ljudtekniker med flera.
De största TV-studiorna i Sverige finns i bland annat Spånga utanför Stockholm (störst med 1615 m2), Gamlestaden i Göteborg, TV-huset samt Filmhuset i Stockholm.